# Liste der Monuments historiques in Grenade (Haute-Garonne)
Die Liste der Monuments historiques in Grenade (Haute-Garonne) führt die Monuments historiques in der französischen Gemeinde Grenade auf.

## Liste der Bauwerke
| Bezeichnung                       | Beschreibung                     | Standort                   | Kennzeichnung | Schutzstatus | Datum | Bild           |
| --------------------------------- | -------------------------------- | -------------------------- | ------------- | ------------ | ----- | -------------- |
| Ursulinenkloster                  | Erbaut im 17. Jahrhundert        | 56, rue Roquemaurel (Lage) | PA00094349    | Inscrit      | 1988  | weitere Bilder |
| Kirche Notre-Dame-de-l’Assomption | Erbaut im 13. Jahrhundert        | (Lage)                     | PA00094350    | Classé       | 1951  | weitere Bilder |
| Markthalle                        | Erbaut Ende des 16. Jahrhunderts | (Lage)                     | PA00094351    | Classé       | 1979  | weitere Bilder |
| Brücke über die Save              | Erbaut im 14. Jahrhundert        | (Lage)                     | PA00094352    | Inscrit      | 1926  |                |

## Liste der Objekte

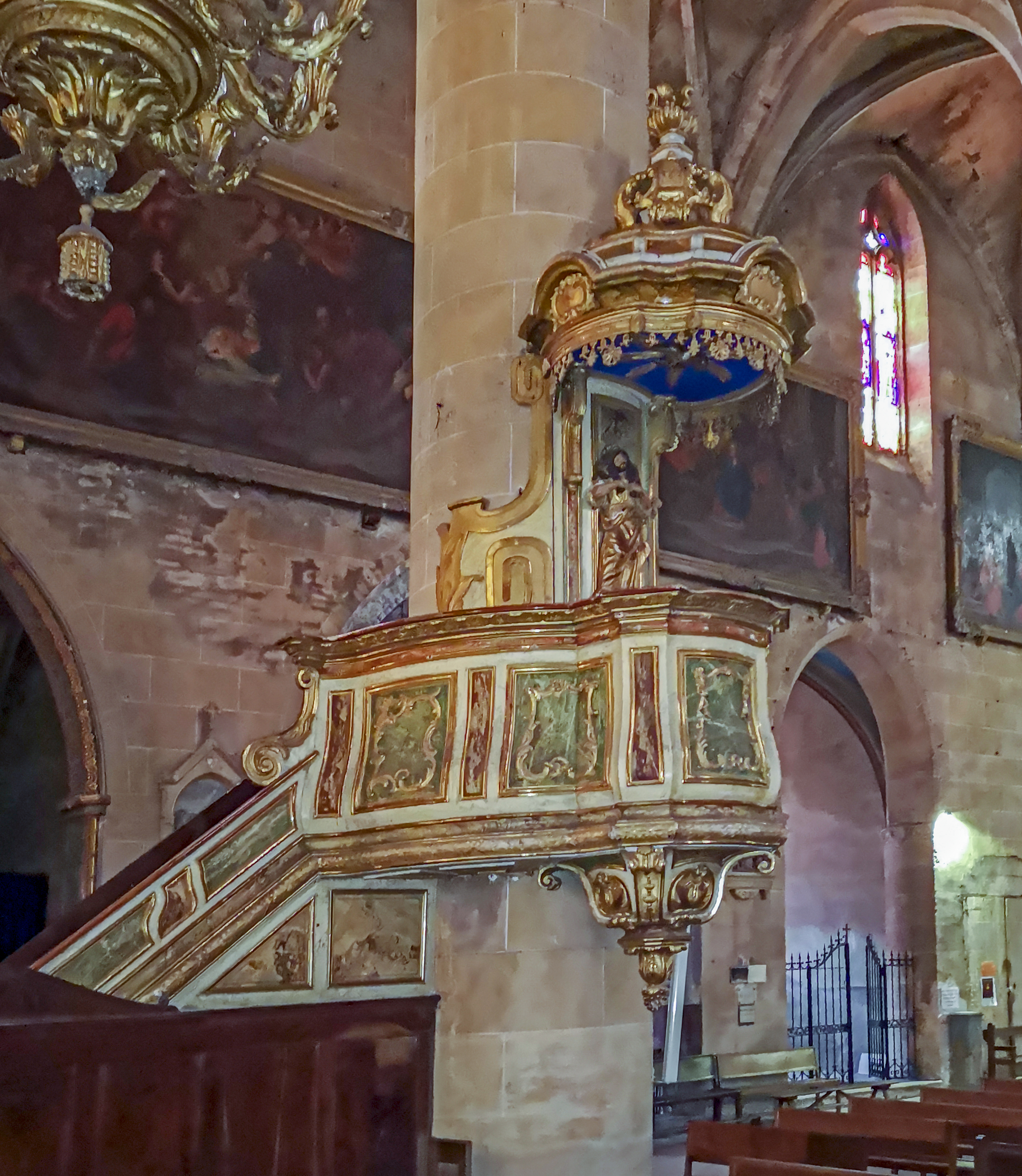
Kanzel in der Kirche Notre-Dame-de-l’Assomption

- Monuments historiques (Objekte) in Grenade (Haute-Garonne) in der Base Palissy des französischen Kultusministeriums

Siehe auch: Kanzel (Grenade)